# Davide Mariani
Davide Mariani (sinh ngày 19 tháng 5 năm 1991 ở Zürich) là một cầu thủ bóng đá người Thụy Sĩ gốc Ý và México hiện tại thi đấu ở vị trí tiền vệ cho FC Lugano. Anh có màn ra mắt trong mùa giải 2012-13. Anh cũng mang quốc tịch Ý.